# The Cramps
The Cramps waren eine US-amerikanische Musikgruppe, die 1976 gegründet wurde und bis zum Tod von Sänger Erick Purkhiser, alias Lux Interior, im Jahr 2009, bestand. Lux Interior und seine Ehefrau, die Gitarristin Kristy Wallace, alias Poison Ivy, waren die einzigen Mitglieder der Band, die ihr permanent angehörten.
Die Cramps genießen heute Kultstatus und ihr eigener Stil, eine Verbindung von Rockabilly mit Garage-Rock und Punkrock, übte einen wesentlichen Einfluss auf Genres wie Psychobilly, Death-Rock oder Horrorpunk aus.

## Geschichte
Die Band wurde 1976 vom Paar Erick Lee „Lux Interior“ Purkhiser (* 1946) und Kristy Marlana „Poison Ivy Rorschach“ Wallace (* 1953) in Akron, Ohio gegründet. Im Herbst 1975 zogen sie nach New York. Greg „Bryan Gregory“ Beckerleg wurde zweiter Gitarrist der Band, seine Schwester Pam „Pam Balam“ Beckerleg spielte kurze Zeit Schlagzeug. Zu dieser Zeit war die Band Teil der frühen New Yorker Punkszene rund um das CBGB. Mit Miriam Linna am Schlagzeug spielte die Band am 1. November 1976 das erste Konzert als Vorgruppe von Suicide im CBGB. Es folgten weitere Auftritte und erste Aufnahmen in einem Studio mit Richard Robinson, der auch The Flamin Groovies produziert hatte. Die Band war mit den Aufnahmen jedoch unzufrieden und so blieben sie unveröffentlicht. Nach weiteren Auftritten verließ Miriam Linna die Band, sie wurde von Nicolas „Nick Knox“ Stephanoff ersetzt. 1977 wurde Alex Chilton auf die Band aufmerksam und nahm mit ihr im Oktober 1977 einige Stücke auf. Einige der Aufnahmen wurden auf zwei Singles im April und November 1978 auf dem bandeigenen Label Vengeance Records veröffentlicht. Die erste Single wurde rund 6000 mal verkauft. Weitere Auftritte der Band, z. B. als Vorgruppe für The Clash im Jahr 1979, erweiterten ihren Bekanntheitsgrad, so dass sie schließlich von Miles Copeland für sein Label I.R.S. Records unter Vertrag genommen wurde.

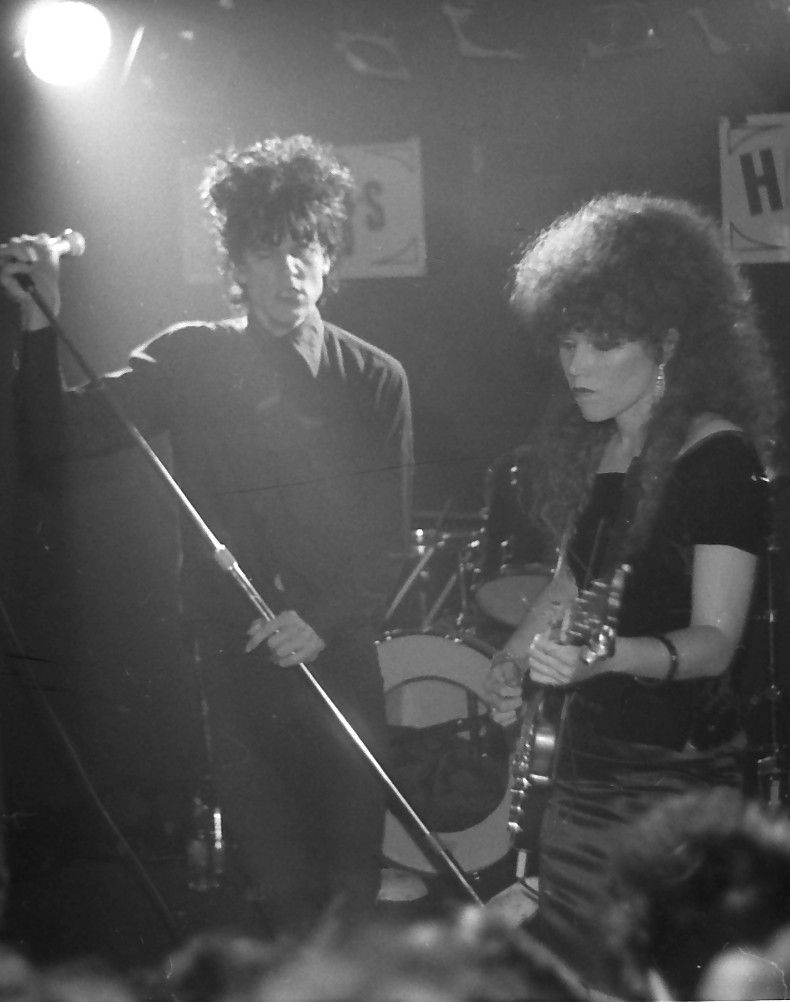
The Cramps (1982)

Die erste Veröffentlichung war eine Zusammenfassung der ersten beiden Singles und eines neuen Lieds unter dem Titel Gravest Hits. Anschließend schickte Copeland die Band nach Großbritannien, um sie dort als Vorgruppe von The Police touren zu lassen. Im Juli 1979 gab es weitere Aufnahmen für das erste komplette Album Songs the Lord Taught Us mit Alex Chilton in Memphis. Nach einer anschließenden Tournee durch die Vereinigten Staaten verließ Gregory überraschend die Gruppe. Diese Lücke füllte nach einigem Hin und Her letztendlich Brian „Kid Congo Powers“ Tristan. Mit ihm entstand im April 1981 das zweite Album Psychedelic Jungle. Nach wie vor spielte die Band ohne Bassist. Nach der Veröffentlichung des Albums und einigen Singles führten Schwierigkeiten mit dem Label zu einer zweijährigen Pause, schließlich trennten sich Band und Label.
Fortan kam es zu Veröffentlichungen auf verschiedenen Independent-Labels, zum Beispiel 1983 ein Livealbum mit nur sechs Liedern unter dem Titel Smell of Female. Kurz vor der Veröffentlichung verließ Powers die Formation. Er kehrte zu seiner früheren Band The Gun Club zurück. Zum Trio geschrumpft nahm die Gruppe schließlich im Herbst 1985 ihr nächstes Album auf, wobei Poison Ivy neben der Gitarre auch Bassparts übernahm. Mit dem Album A Date With Elvis, das Ricky Nelson gewidmet war, gelangte die Gruppe auf Platz 34 in den Charts von Großbritannien. Die Hinzunahme eines Basses veränderte nicht nur den Klang der Band, die Musik wurde insgesamt ein wenig komplexer. Kurz nach Veröffentlichung der Platte stieß Jennifer „Fur“ Dixon zur Band, die allerdings recht schnell von Conny „Candy“ Del Mar abgelöst wurde, die ihren Einstand auf dem Livealbum Rockinnreelininaucklandnewzeelandxxx feierte.
Mit dem Album Stay Sick konnte die Band einen neuerlichen Charterfolg in den UK-Charts mit Platz 62 verbuchen. Zum ersten Mal waren sie auch bei einem Sublabel des Majorlabel EMI unter Vertrag. Die Singleauskopplung Bikini Girls With Machine Guns schaffte es dank häufigerem Einsatz des Videos auf MTV unter die Top 40 (UK-Charts, Platz 35). Dies sollten allerdings die bisher letzten Chartplatzierungen für die Gruppe bleiben. Ende 1990 verließ Del Mar die Formation, schlimmer war jedoch der Weggang des langjährigen Schlagzeugers Knox.
Die Band konnte Slim Chance als Bassisten gewinnen. Nur am Schlagzeug herrschte ein reger Wechsel, bis Harry Drumdini zur Band stieß. Zwischenzeitlich gab es noch weitere Veröffentlichungen und Labelwechsel. Auf dem Album Look Mom, No Head! kam es zu einem Duett von Lux Interior mit seinem Vorbild Iggy Pop (auf Miniskirt Blues). Danach ließen sie lange nichts mehr von sich hören. Viele glaubten, die Band hätte sich aufgelöst. Tatsächlich kehrten sie jedoch 2002 mit dem neuen Bassisten Scott „Chopper“ Franklin sowie dem Album Fiends of Dope Island wieder zurück.
2004 erschien How to Make a Monster, das letzte Album mit unveröffentlichten Demoaufnahmen, sowie Livestücken.
Lux Interior verstarb am 4. Februar 2009 in Glendale, Kalifornien an einer Erkrankung des Herzens im Alter von 62 Jahren.

## Musikstil
Die Band vermischte den Rock ’n’ Roll und Rockabilly der 1950er Jahre mit dem Garagenrock der 1960er Jahre. In der ersten Phase der Band, mit zwei Gitarren und ohne Bass, wurden die Gitarren bisweilen gnadenlos übersteuert und verzerrt, so dass kaum noch ein klares Spiel zu hören war.
Als Vorlage für die Texte dienten Comics, Horror-, Science-Fiction- und Sex-B-Movies.

## Trivia
In der Netflix-Serie Wednesday tanzt die Hauptdarstellerin Jenna Ortega zum Lied Goo Goo Muck von den Cramps. Der Erfolg der Serie bescherte dem Song und der Band Ende 2022 ein unverhofftes Revival. Die Version der Cramps ist ein Cover der Band Ronnie Cook & The Gaylads aus dem Jahr 1962.

## Diskografie

### Studioalben

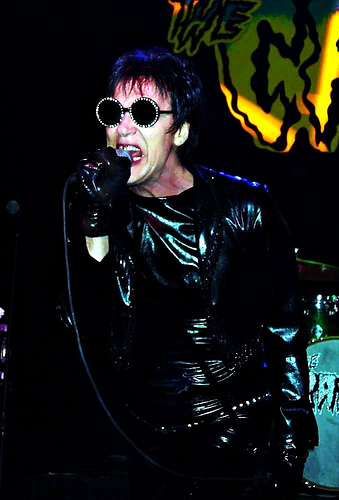
Lux Interior (2004)

- 1979: Gravest Hits (EP)
- 1980: Songs the Lord Taught Us
- 1981: Psychedelic Jungle
- 1986: A Date With Elvis
- 1990: Stay Sick
- 1991: Look Mom, No Head!
- 1994: Flame Job
- 1997: Big Beat from Badsville
- 2003: Fiends of Dope Island

### Sonstige Alben
- 1983: Off the Bone (Kompilation)
- 1983: Smell of Female (Live)
- 1984: Bad Music for Bad People (Kompilation)
- 1987: Rockin n Reelin in Auckland New Zealand XXX (Live)
- 2004: How to Make a Monster (Demos & Liveaufnahmen)

### Singles
- 1978: The Way I Walk / Surfin’ Bird
- 1978: Human Fly / Domino
- 1980: Fever / Garbageman
- 1980: Drug Train / Garbageman
- 1980: Drug Train / Love Me / I Can Hardly Stand It
- 1981: Goo Goo Muck / She Said
- 1981: The Crusher / Save It / New Kind of Kick
- 1984: Faster Pussycat / You Got Good Taste
- 1984: I Ain’t Nuthin’ But a Gorehound / Weekend on Mars
- 1985: Can your Pussy Do the Dog? / Blue Moon Baby
- 1986: Kizmiaz / Get off the Road
- 1986: What’s Inside a Girl? / Get Off the Road
- 1990: Bikini Girls with Machine Guns / Jackyard Backoff
- 1990: All Women are Bad / Teenage Rage
- 1990: Creatures from the Black Leather Lagoon / Jailhouse Rock
- 1991: Eyeball in my Martini / Wilder Wilder Faster Faster
- 1992: Dames, Booze, Chains And Boots / It’s Mighty Crazy / Jelly Roll Rock / Shombolar
- 1994: Ultra Twist! / Cofessions of a Psycho Cat
- 1995: Naked Girl Falling Down the Stairs / Let’s Get Fucked up / Surfin’ Bird (live)
- 1997: Like a Bad Girl Should / Wet Nightmare
- 2003: Big Black Witchcraft Rock / Butcher Pete

### Musikvideos
- 1978: Human Fly
- 1979: Garbageman
- 1990: Bikini Girls with Machine Guns
- 1990: Creature from the Black Leather Lagoon
- 1994: Ultra Twist
- 1994: Naked Girl Falling Down the Stairs
- 1997: Like a Bad Girl Should